# De Havilland Canada DHC-2 Beaver
Pour les articles homonymes, voir De Havilland Canada et Beaver.
Dimensions
Le De Havilland Canada DHC-2 ou Beaver (castor, en français) est un petit avion à décollage et atterrissage court monoplan à aile haute, conçu comme avion de brousse de transport, construit à 1 657 exemplaires entre 1947 et 1965.

## Histoire
Après la Seconde Guerre mondiale, le constructeur de Havilland Canada développe cet avion adapté aux rudes conditions de l'exploitation du Nord du Canada, pour succéder au Noorduyn Norseman, avec une capacité d'1 équipage et 6 passagers, ou environ 900 kg de fret. Il est conçu pour être simple, robuste et fiable, avec un seul moteur en étoile, et pouvant être équipé soit de roues, soit de skis, soit de flotteurs d'hydravion pour pouvoir atterrir sur tout type de terrain.

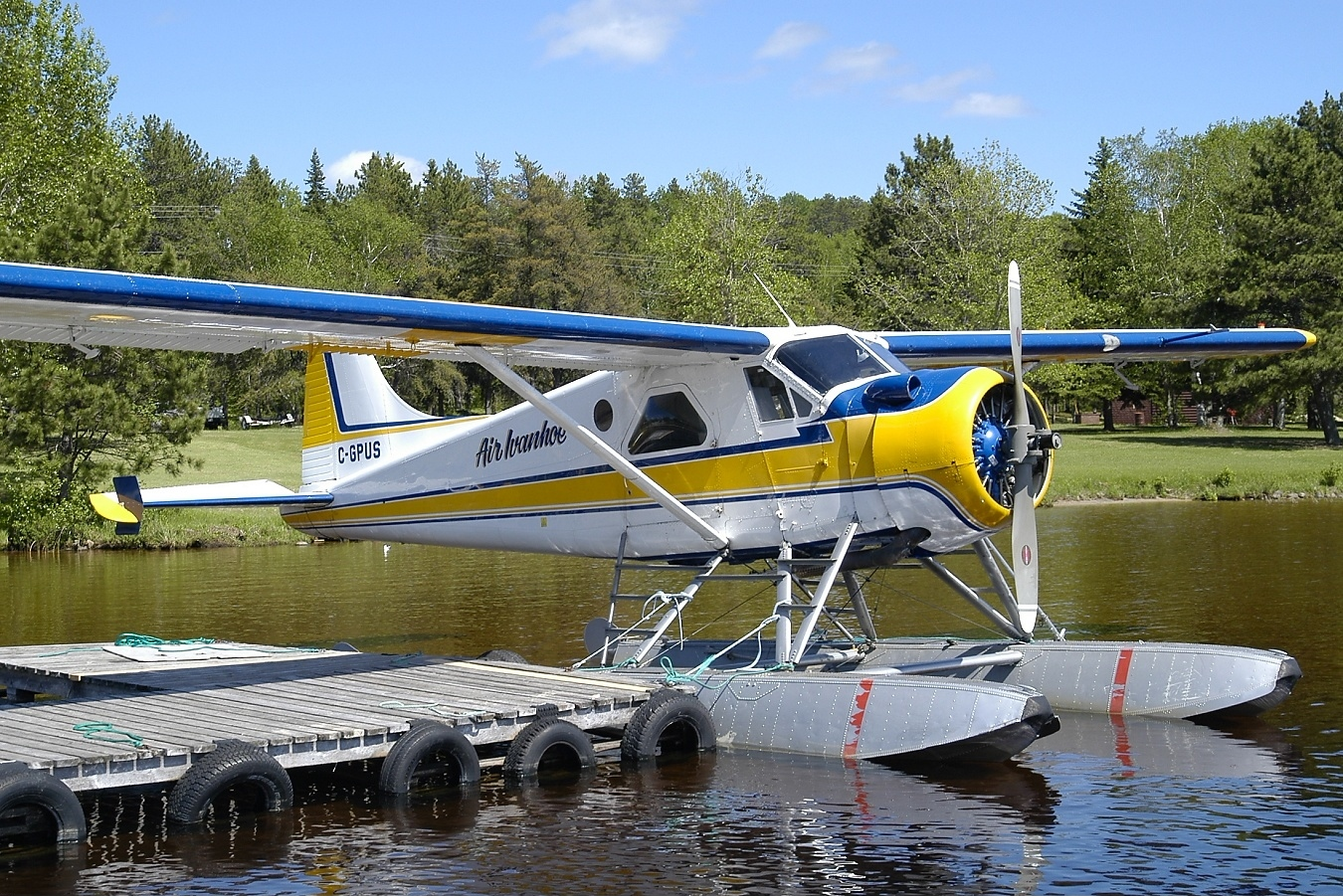
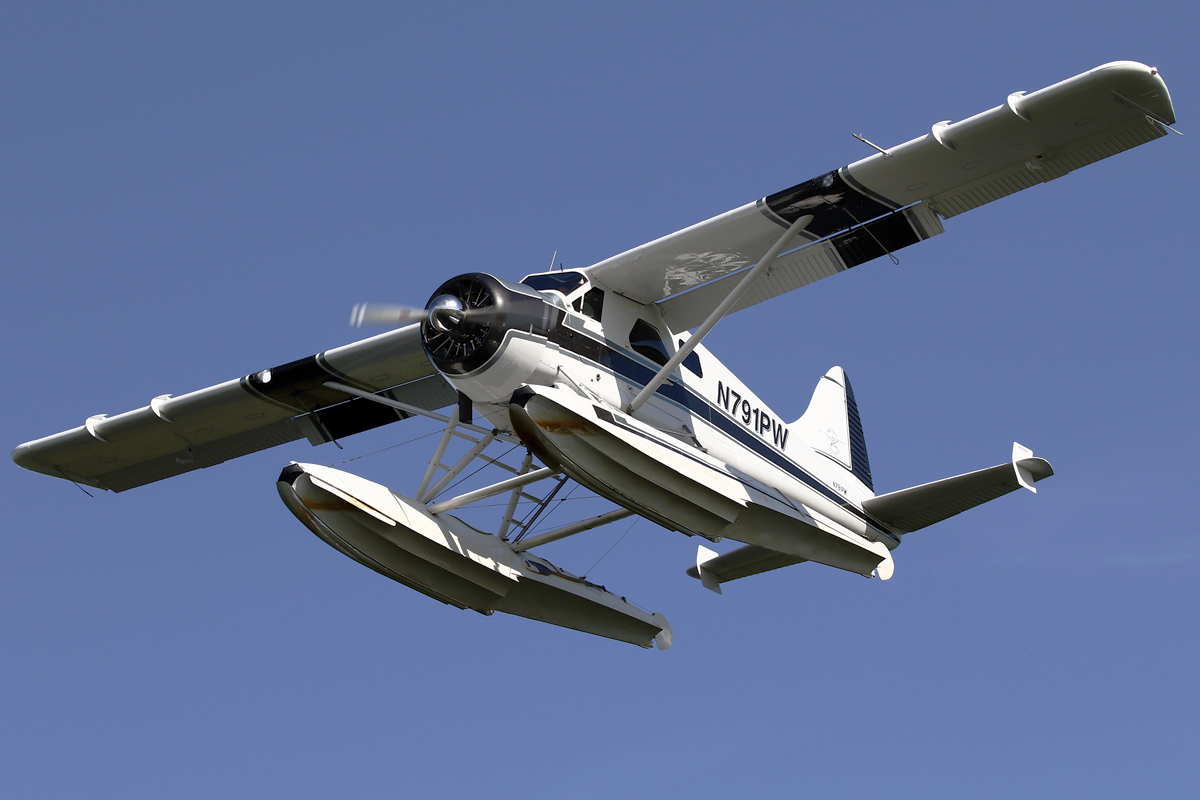
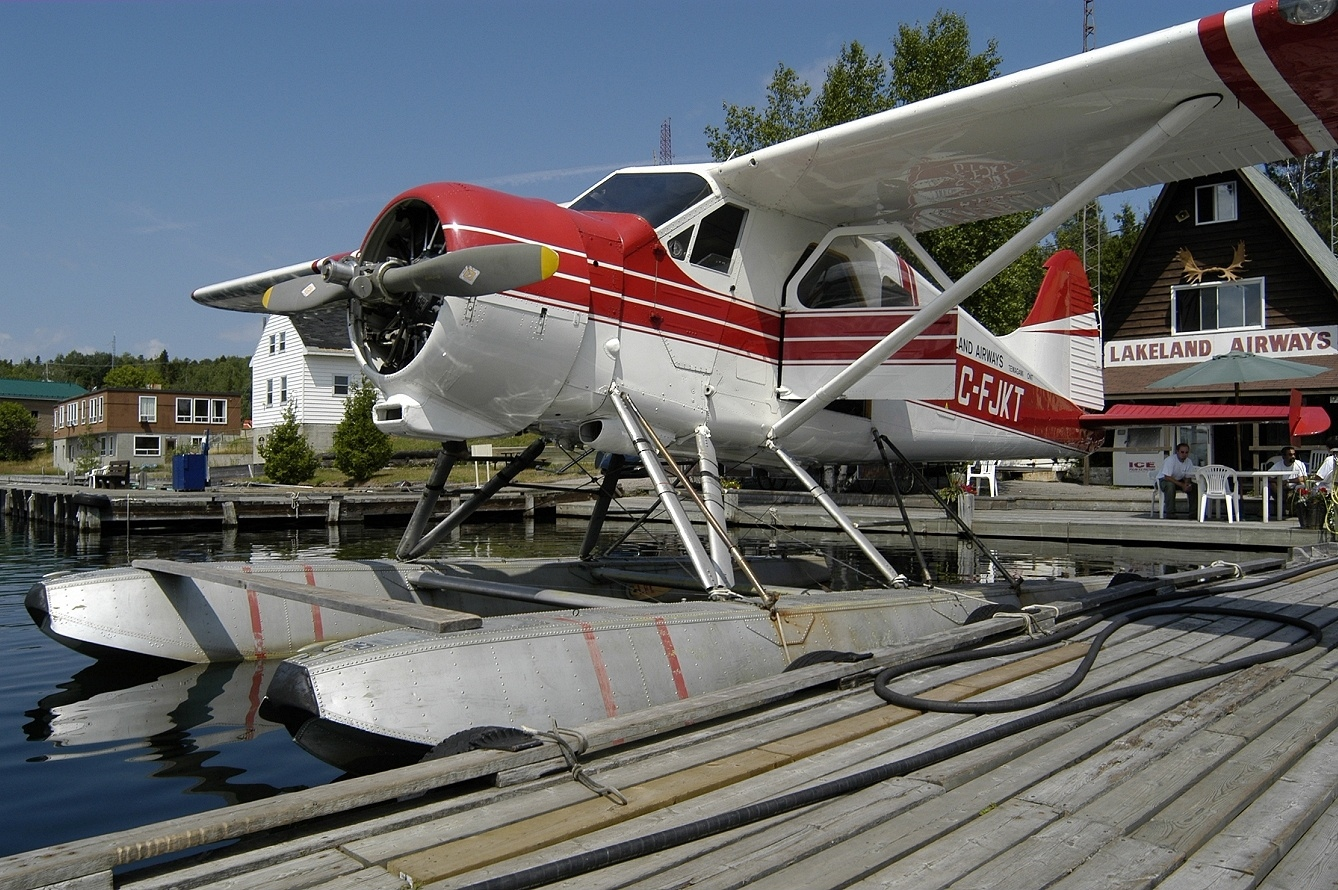

Pour le concevoir, de Havilland Canada a demandé les retours d’expérience de plusieurs pilotes de brousse avant même le début d'un prototype pour qu'il soit parfaitement adapté à ses rudes conditions de vol. Il fut surnommé « la Jeep volante » (flying jeep) par l'armée américaine. La portière passager a par exemple une forme hexagonale pour qu'un baril d'essence puisse être chargé facilement.

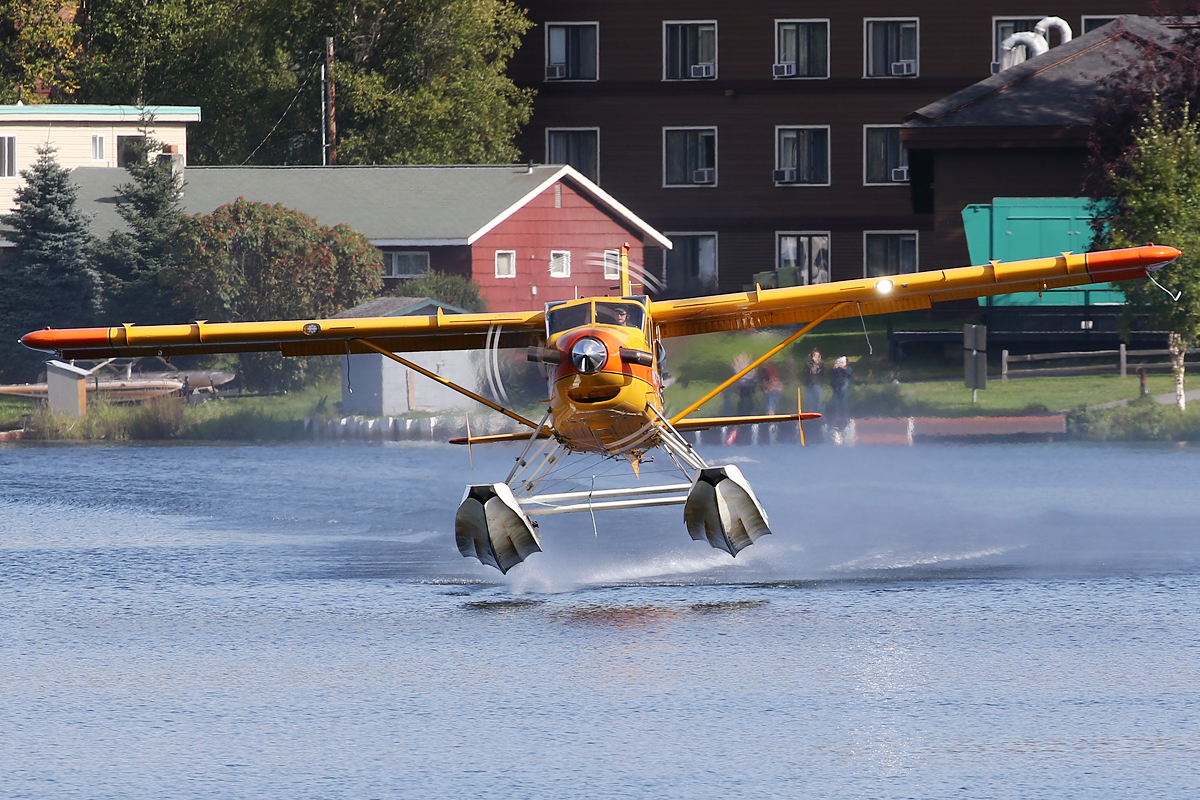
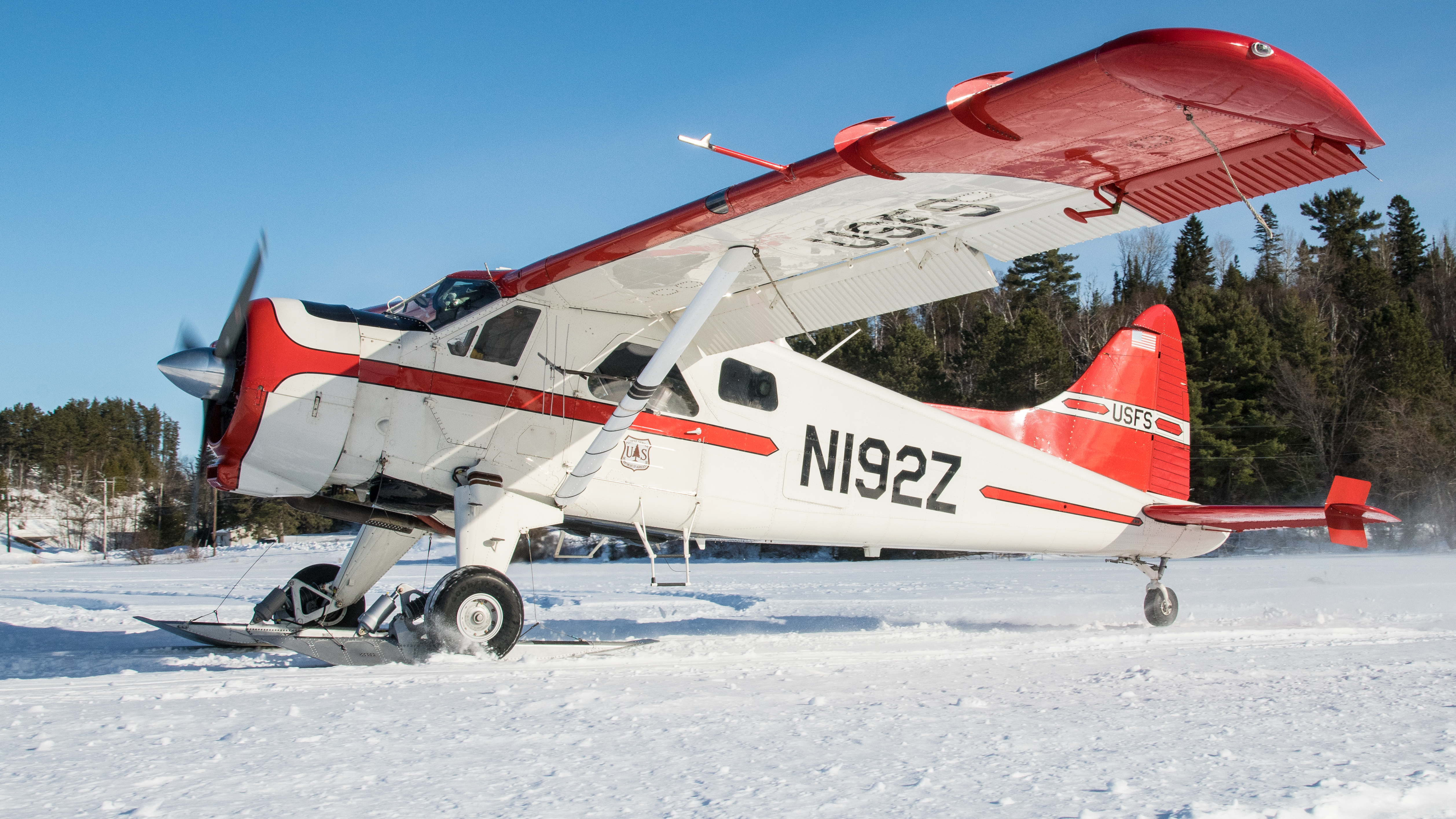
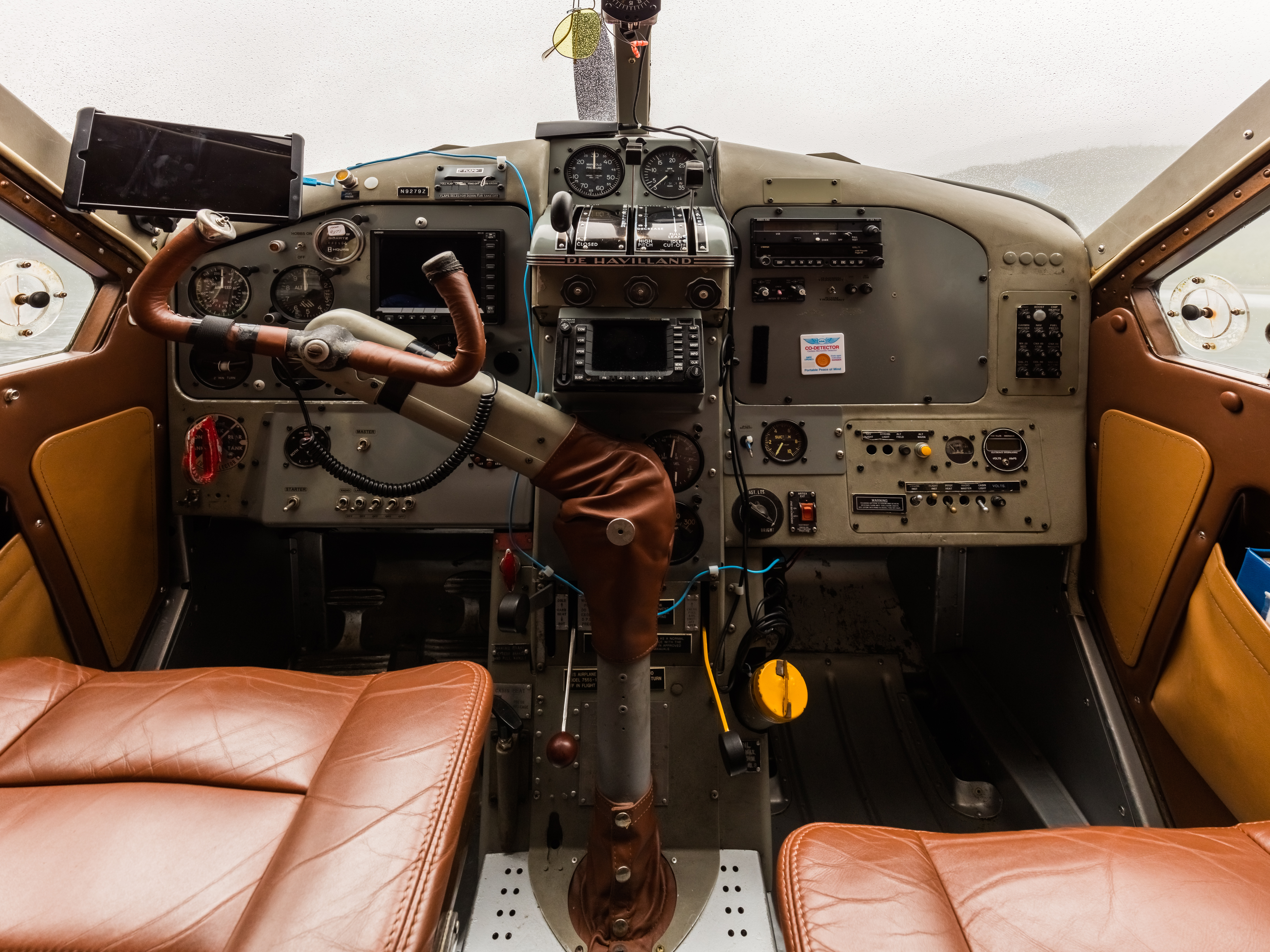

De Havilland Canada développe à partir de 1951 un avion similaire mais plus grand, le DHC-3 Otter (loutre, en français).

## Emplois opérationnels
Le Beaver a été utilisé par l'armée française dans la guerre d'Indochine pour des largages aériens de secours.

## Incidents et accidents
Le 31 décembre 2017, un hydravion de Havilland Canada DHC-2 Beaver de la compagnie aérienne Sydney Seaplanes s'écrase au large de Cowan Creek, au nord de Sydney, en Australie. L'accident tue le pilote ainsi que les cinq passagers à bord. L'enquête révèle que les performances du pilote ont probablement été affectées par une intoxication au monoxyde de carbone. L'accident a fait l'objet d'un épisode dans la série documentaire Air Crash (saison 23 - épisode 7).
Le 10 mai 2019, deux hydravions De Havilland Canada DHC-2 Beaver et De Havilland Canada DHC-3 Otter effectuant des vols commerciaux au-dessus Monument national Misty Fiords entrent en collision dans le ciel de l'Alaska. Le DHC-2 Beaver N952DB est perdu avec tous ses occupants alors que 10 des 11 occupants du DHC-3 Otter N959PA parviennent à être sauvés par le pilote Lou Beck, un ancien pilote de ligne de Delta Air Lines.

## Sources